# Tea for the Tillerman
Tea for the Tillerman é um dos mais importantes álbuns de Cat Stevens. Neste álbum, feito durante 1970, está incluído muitas de suas músicas mais famosas, incluindo Wild World, Where Do the Children Play?, Father and Son, entre outras. O álbum foi eleito como o 206° melhor Álbum de Todos os Tempos pela Revista Rolling Stone e também está na lista dos 200 álbuns definitivos no Rock and Roll Hall of Fame.
| Críticas profissionais | Críticas profissionais |
| Avaliações da crítica  | Avaliações da crítica  |
| Fonte                  | Avaliação              |
| ---------------------- | ---------------------- |
| Allmusic               | [ 4 ]                  |
| Rolling Stone          | (positivo)             |

## Lista de músicas
Todas as faixas escritas por Cat Stevens.

### Edição original

#### Lado A
1. "Where Do the Children Play?" – 3:52
2. "Hard Headed Woman" – 3:47
3. "Wild World" – 3:20
4. "Sad Lisa" – 3:45
5. "Miles from Nowhere" – 3:37

#### Lado B
1. "But I Might Die Tonight" – 1:53
2. "Longer Boats" – 3:12
3. "Into White" – 3:24
4. "On the Road to Find Out" – 5:08
5. "Father and Son" – 3:41
6. "Tea for the Tillerman" – 1:01

### Edição Deluxe

#### Disco B
1. "Wild World" Demo – 3:14
2. "Longer Boats" Live at the Troubadour – 2:51
3. "Into White" Live at the Troubadour – 3:37
4. "Miles from Nowhere" Demo – 3:14
5. "Hard Headed Woman" Live in Japan – 3:57
6. "Where Do the Children Play?" Majikat Earth Tour 1976 – 3:20
7. "Sad Lisa" Majikat Earth Tour 1976 – 3:13
8. "On the Road to Find Out" Live at KCET-TV – 4:57
9. "Father and Son" Yusuf's Café Sessions – 4:25
10. "Wild World" Yusuf's Café Sessions – 3:03
11. "Tea for the Tillerman" Live at the BBC – 0:50

## Créditos
- Cat Stevens – guitarra, teclados, vocais
- Alun Davies – guitarra, backing vocals
- Harvey Burns – bateria
- John Ryan – baixo

- Del Newman – arranjos
- John Rostein – violino